# Муховець
Мухове́ць — річка в Україні, в межах Хмельницького та Шепетівського районів Хмельницької області. Права притока Хомори (басейн Дніпра).

## Опис
Довжина 22 км. Площа водозбірного басейну 182 км². Річкова долина у верхів'ях неширока і глибока, з численними балками, у пониззі долина ширша. Заплава місцями заболочена. Споруджено кілька ставків та меліоративних каналів. 

## Розташування
Муховець бере початок на південний схід від села Пихтії. Тече спершу на північний захід, потім на північ, у пониззі — на північний схід. Впадає до Хомори між селами Сульжин та Вишневе. 
Основні притоки: Віла, Недобія (праві). 
Над річкою розташовані села: Пихтії, Велика Медведівка, Великі Пузирки, Мала Медведівка, Марківці, Старі Бейзими, Лавринівці, Брикуля, Сульжин та Вишневе. 